# 汉斯·布利克斯

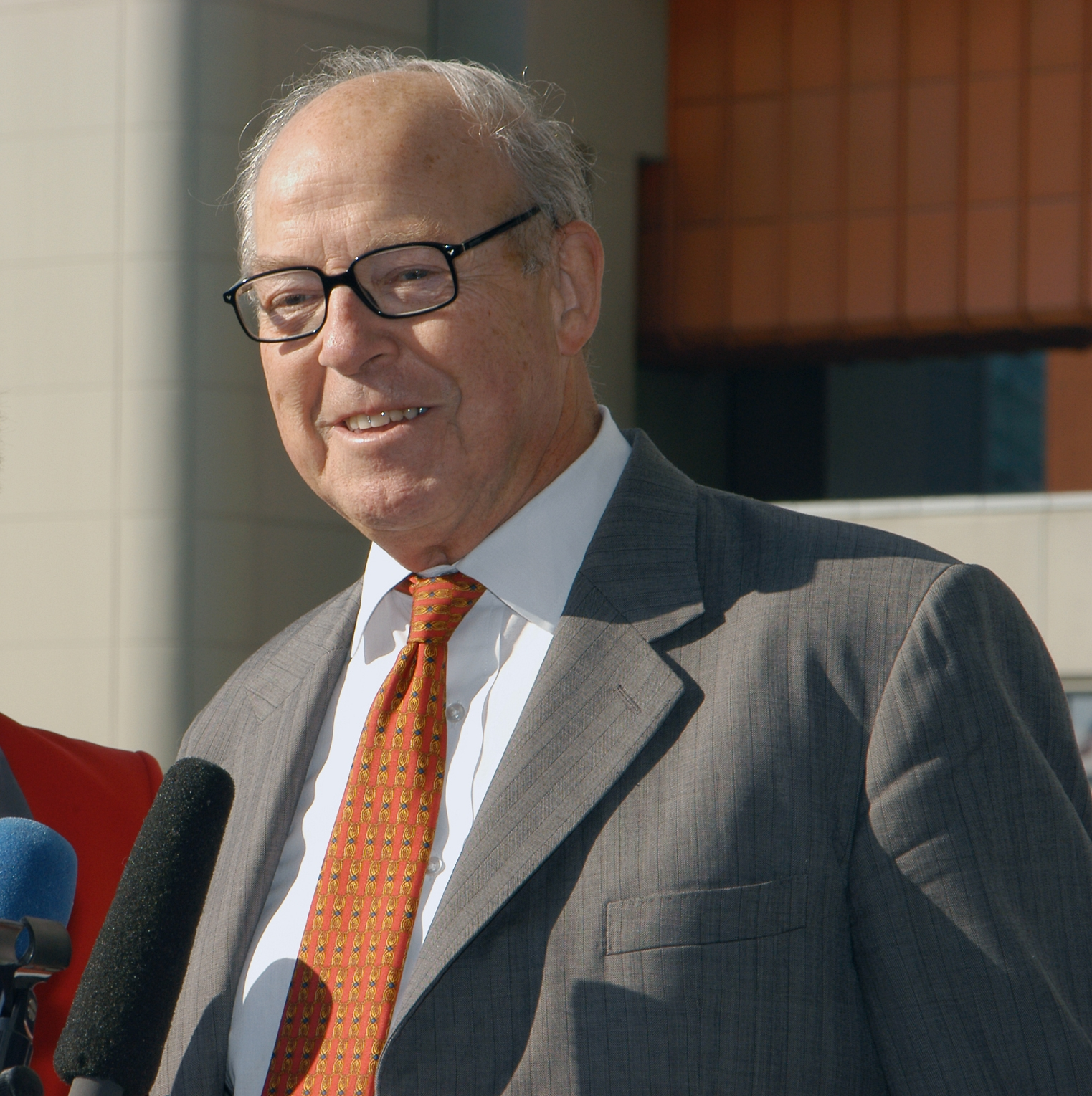
漢斯·布利克斯

汉斯·布利克斯（1928年6月28日- ）出生于瑞典乌普萨拉。瑞典外交家、政治家。曾任瑞典外交大臣和国际原子能机构总干事。
| 前任： 卡林·瑟德尔       | 瑞典外交大臣 1978年-1979年         | 繼任： 奥拉·乌尔斯滕   |
| 前任： 西格瓦德·埃克隆德 | 国际原子能机构总干事 1981年-1997年 | 繼任： 穆罕默德·巴拉迪 |